# Honorata
Honorataⓘ – żeński odpowiednik imienia Honorat.
Honorata imieniny obchodzi 11 stycznia, 16 stycznia, 22 lutego, 22 grudnia.
Zdrobnienia od tego imienia to: Hona, Honia, Honka, Honcia, Honoratka, Honorcia, Nora, Norka, Horka, Horcia
Znane osoby, noszące imię Honorata:
- Honorata z Pawii (zm. 500) – włoska święta katolicka, siostra św. Epifaniusza (wspomnienie 11 stycznia)
- Honorata Leszczyńska (1864–1937) – polska aktorka teatralna
- Honorata Skarbek – polska piosenkarka
- Honorata Witańska – polska aktorka

Postacie fikcyjne:
- Honorata – bohaterka serialu Czterej pancerni i pies, pochodząca z Koniakowa. Zagrała ją Barbara Krafftówna
- Honorata Leśniewska – bohaterka serialu Na Wspólnej, narzeczona Romana Hoffera (Waldemar Obłoza). W tej roli Aleksandra Konieczna.